# Nuoto ai Giochi della XXX Olimpiade - Staffetta 4x200 metri stile libero maschile
La Staffetta 4x200 metri stile libero maschile dei Giochi di Londra 2012 è stata disputata il 31 luglio. Le nazioni partecipanti sono state 16, le quali hanno schierato un totale di 84 atleti.
Gli Stati Uniti si sono confermati campioni olimpici della specialità per la terza edizione consecutiva.

## Record
Prima della competizione i record mondiale e olimpico erano i seguenti:
| Record mondiale | 6'58"55 | Stati Uniti Michael Phelps (1'44"49) Ricky Berens (1'44"13) David Walters (1'45"47) Ryan Lochte (1'44"46)    | 31 luglio 2009 Roma, Italia  |
| Record olimpico | 6'58"56 | Stati Uniti Michael Phelps (1'43"31) Ryan Lochte (1'44"28) Ricky Berens (1'46"29) Peter Vanderkaay (1'44"68) | 13 agosto 2008 Pechino, Cina |

Durante la gara nessuno di questi primati è stato battuto.

## Risultati

### Batterie
| Pos. | Nazione       | Atleti | Tempo   | Batt. | Corsia | Note |
| ---- | ------------- | --- | ------- | ----- | ------ | ---- |
| 1    | Stati Uniti   | Charlie Houchin (1'48"22) Matt McLean (1'46"68) Davis Tarwater (1'46"33) Conor Dwyer (1'45"52)              | 7'06"75 | 2     | 4      | Q    |
| 2    | Francia       | Jérémy Stravius (1'47"42) Grégory Mallet (1'47"56) Amaury Leveaux (1'47"87) Clément Lefert (1'46"33)        | 7'09"18 | 1     | 4      | Q    |
| 3    | Germania      | Tim Wallburger (1'48"10) Dimitri Colupaev (1'47"47) Clemens Rapp (1'48"04) Paul Biedermann (1'45"62)        | 7'09"23 | 1     | 5      | Q    |
| 4    | Australia     | David McKeon (1'48"25) Cameron McEvoy (1'47"89) Ned McKendry (1'47"55) Ryan Napoleon (1'46"81)              | 7'10"50 | 2     | 3      | Q    |
| 5    | Gran Bretagna | David Carry (1'48"82) Ross Davenport (1'47"59) Rob Bale (1'49"85) Robbie Renwick (1'46"44)                  | 7'10"70 | 2     | 6      | Q    |
| 6    | Cina          | Lü Zhiwu (1'48"83) Li Yunqi (1'47"27) Jiang Haiqi (1'47"56) Dai Jun (1'47"69)                               | 7'11"35 | 2     | 5      | Q    |
| 7    | Sudafrica     | Darian Townsend (1'48"09) Jean Basson (1'48"12) Sebastien Rousseau (1'47"67) Chad le Clos (1'47"63)         | 7'11"51 | 1     | 8      | Q    |
| 8    | Ungheria      | Dominik Kozma (1'47"24) Péter Bernek (1'48"94) László Cseh (1'48"19) Gergő Kis (1'47"27)                    | 7'11"64 | 1     | 2      | Q    |
| 9    | Giappone      | Yūki Kobori (1'48"00) Sho Sotodate (1'47"30) Chiaki Ishibashi (1'48"38) Yuya Horihata (1'48"06)             | 7'11"74 | 1     | 3      |      |
| 10   | Russia        | Artёm Lobuzov (1'48"30) Evgenij Lagunov (1'47"40) Michail Poliščuk (1'48"82) Aleksandr Suchorukov (1'47"34) | 7'11"86 | 2     | 1      |      |
| 11   | Italia        | Gianluca Maglia (1'48"39) Alex Di Giorgio (1'47"93) Riccardo Maestri (1'47"94) Marco Belotti (1'48"53)      | 7'12"69 | 1     | 6      |      |
| 12   | Belgio        | Dieter Dekoninck (1'48"62) Glenn Surgeloose (1'48"22) Louis Croenen (1'49"32) Pieter Timmers (1'48"28)      | 7'14"44 | 2     | 8      |      |
| 13   | Danimarca     | Daniel Skaaning (1'48"98) Pál Joensen (1'49"40) Anders Lie (1'47"59) Mads Glæsner (1'49"07)                 | 7'15"04 | 1     | 1      |      |
| 14   | Canada        | Blake Worsley (1'48"23) Colin Russell (1'48"54) Tobias Oriwol (1'49"24) Alec Page (1'49"21)                 | 7'15"22 | 2     | 7      |      |
| 15   | Nuova Zelanda | Matthew Stanley (1'47"88) Steven Kent (1'49"92) Dylan Dunlop-Barrett (1'49"51) Andrew McMillan (1'49"87)    | 7'17"18 | 1     | 7      |      |
| 16   | Austria       | David Brandl (1'49"80) Christian Scherübl (1'48"64) Markus Rogan (1'48"13) Florian Janistyn (1'51"37)       | 7'17"94 | 2     | 2      |      |

### Finale
| Pos.    | Nazione       | Atleti                                                                                               | Tempo   | Corsia | Note             |
| ------- | ------------- | --- | ------- | ------ | ---------------- |
| Oro     | Stati Uniti   | Ryan Lochte (1'45"15) Conor Dwyer (1'45"23) Ricky Berens (1'45"27) Michael Phelps (1'44"05)          | 6'59"70 | 4      |                  |
| Argento | Francia       | Amaury Leveaux (1'46"70) Grégory Mallet (1'46"83) Clément Lefert (1'46"00) Yannick Agnel (1'43"24)   | 7'02"77 | 5      | Record nazionale |
| Bronzo  | Cina          | Hao Yun (1'47"12) Li Yunqi (1'46"46) Jiang Haiqi (1'47"17) Sun Yang (1'45"55)                        | 7'06"30 | 7      |                  |
| 4       | Germania      | Paul Biedermann (1'46"15) Dimitri Colupaev (1'46"36) Tim Wallburger(1'47"48) Clemens Rapp (1'46.60)  | 7'06"59 | 3      |                  |
| 5       | Australia     | Thomas Fraser-Holmes (1'46"13) Kenrick Monk (1'46"67) Ned McKendry (1'47"60) Ryan Napoleon (1'46"60) | 7'07"00 | 6      |                  |
| 6       | Gran Bretagna | Robbie Renwick (1'46"93) Ieuan Lloyd (1'47"40) Rob Bale (1'47"45) Ross Davenport (1'47"55)           | 7'09"33 | 2      |                  |
| 7       | Sudafrica     | Darian Townsend (1'47"25) Sebastien Rousseau (1'47"36) Chad le Clos (1'47"15) Jean Basson (1'47"89)  | 7'09"65 | 1      |                  |
| 8       | Ungheria      | Dominik Kozma (1'46"94) László Cseh (1'48"06) Péter Bernek (1'48"74) Gergő Kis (1'49"92)             | 7'13"66 | 8      |                  |